# Würfel-Bingo
Würfel-Bingo ist ein Würfelspiel von Heinz Wüppen, das 2007 bei Ravensburger veröffentlicht wurde. Es befand sich im gleichen Jahr auf der Empfehlungsliste „Spiel des Jahres“. Im Jahr 2017 erschien mit Knister beim Nürnberger Spielkartenverlag (NSV) eine Neuauflage des Spiels.
Das Ziel des Spiels ist eine möglichst geschickte Anordnung gewürfelter Zahlen, um eine hohe Punktzahl zu erreichen.

## Spielmaterial
Das Spielmaterial von Würfel-Bingo besteht aus vier abwischbare Spieltafeln mit 5 mal 5 Feldern, vier dazu passende Stifte und zwei sechsseitigen Würfel. In der 2017 erschienenen Neuauflage Knister wurden die Spieltafeln durch einen Spielblock ausgetauscht.

## Spielprinzip
Jeder erhält ein Spielbrett und einen Stift. Ein Spieler würfelt dann eine Zahl von 2 bis 12, die jeder Spieler auf seinem Spielfeld eintragen muss. Die Würfel werden herumgegeben. Ist das Spielfeld voll, beginnt die Auszählung der Zeilen, Spalten und Diagonalen des Feldes. Auf dem Spielbrett sind die entsprechenden Punktzahlen vermerkt, die man in die Felder über dem eigentlichen Spielfeld einträgt. Die Reihenfolge der Zahlen ist hierbei egal.
- Zwilling: 1 Punkt (etwa 6-3-7-6-11)
- Zwei Zwillinge: 3 Punkte (etwa 6-10-9-9-6)
- Drilling: 3 Punkte (etwa 6-8-6-6-10)
- Vierling: 6 Punkte (etwa 11-6-6-6-6)
- Fünfling: 10 Punkte (etwa 6-6-6-6-6)
- Volles Haus: 8 Punkte (etwa 6-11-6-6-11)
- Straße mit 7: 8 Punkte (etwa 8-7-6-9-5)
- Straße ohne 7: 12 Punkte (etwa 11-8-10-9-12)
- Diagonalen werden doppelt gezählt.

Dieser Vorgang wird dreimal wiederholt und alle Punktzahlen addiert. Der Spieler mit der höchsten Punktzahl ist Sieger.

## Versionen
Würfel-Bingo wurde von Heinz Wüppen und 2007 bei dem Verlag Ravensburger zuerst in einer deutschen Version und danach in einer multilingualen Version mit dem Titel High veröffentlicht. Im gleichen Jahr wurde es auf die Empfehlungsliste zum Spiel des Jahres aufgenommen.
2014 erschien das Spiel erneut ebenfalls multilingual bei Schmidt Spiele und 2017 veröffentlichte der Nürnberger Spielkartenverlag (NSV) eine Neuauflage des Spiels unter dem Namen Knister.

## Belege
1. 1 2  Versionen von Würfel-Bingo in der Spieledatenbank BoardGameGeek (englisch); abgerufen am 30. November 2017